# 에사키 레오나
에사키 레오나(일본어: 江崎 玲於奈, 1925년 3월 12일 ~ )는 일본의 물리학자이다. 해외에서는 레오 에사키(Leo Esaki, レオ・エサキ)라는 이름으로도 알려져 있다.
1958년 소니의 전신인 도쿄통신공업주식회사에 근무하던 시절에 연구한 반도체 PN 접합에서 터널링 효과를 발견한 공로로 1973년에 이바르 예베르, 브라이언 데이비드 조지프슨과 함께 노벨 물리학상을 수상했다. 이 터널링 효과를 이용한 소자가 터널 다이오드(일명 ‘에사키 다이오드’)이다.

## 인물
오사카부 나카카와치군 다카이다촌(현: 히가시오사카시)에서 태어나 교토부 교토시에서 자랐다. 1947년에 도쿄 제국대학을 졸업한 뒤 가와니시 기계제작소(후의 고베 공업 주식회사, 현재의 후지쯔텐)에 입사, 진공관 음극에서의 열전자 방출에 대한 연구를 하다가 1956년에 도쿄통신공업주식회사(현재의 소니)로 직장을 옮겼다. 반도체 연구실의 주임 연구원으로서 PN 접합 다이오드의 연구에 착수하고 약 1년 간의 시행착오를 거쳐 게르마늄의 PN 접합폭을 줄이면 그 전류 전압 특성에 터널 효과에 의한 영향이 지배적으로 나타나고 전압을 크게 할수록 반대로 전류가 감소하는 부성 저항이 나타난다는 것을 발견했다.
발견의 전말에 대해서는 당시 도쿄통신공업이 제조한 게르마늄 트랜지스터의 불량품을 분석하다가 우연히 터널 효과를 지닌 트랜지스터(제품으로는 쓸모가 없음)를 찾은 것이 발견의 계기가 됐다는 사실이 훗날 《NHK 스페셜》 ‘전자입국 일본의 자서전’에서 당시 관계자에 의해 기록돼 있다.
이 발견은 물리학에 있어서 고체의 터널 효과를 최초로 실증한 사례이자 전자공학에서는 터널 다이오드(일명 ‘에사키 다이오드’)라는 새로운 전자 부품의 탄생이었다. 이러한 성과에 힘입어 1959년에 도쿄 대학에서 박사학위를 받았다. 1973년에는 초전도체 내에서의 똑같은 터널 효과로 공적을 세운 이바르 예베르와 함께 노벨 물리학상을 수상했다. 그 해의 물리학상은 조지프슨 효과를 발견한 브라이언 데이비드 조지프슨에게도 돌아갔다.
1960년, 미국 IBM 왓슨 연구소로 자리를 옮겨 자기장과 전기장 아래에 있는 새로운 타입의 전자, 즉 포논 상호작용과 터널 분광에 대한 연구를 했다. 더욱이 분자선 에피택시법을 개발하여 이를 이용해서 반도체 초격자 구조를 만드는데 성공했다. 1992년에 쓰쿠바 대학의 총장으로 취임했는데 총장으로 6년간 재임하면서 산·관·학 연계 거점으로서 첨단학제영역연구센터(TARA 센터)의 설립 등 대학 개혁을 추진했다.
2000년에는 당시 내각총리대신이던 오부치 게이조의 요청에 따라 교육개혁국민회의의 좌장으로 취임했다. 총 13차례에 걸친 전체 회의 등을 통해서 ‘교육을 바꾸는 17가지 제언’을 골자로 하는 최종 보고서를 올렸다.
2003년에 나노 기술 분야의 업적을 선정하는 과학상으로서 ‘에사키 레오나상’이 제정돼 그 상의 선정위원장으로 부임했다. 그 외에도 일본 학술진흥회상, 오키나와 평화상 등의 선정위원도 맡고 있다.
현재 생존하고 있는 일본인 노벨상 수상자로서는 최고참이며 유일하게 1970년대 이전의 수상자였다. 또한 1981년 9월에 유카와 히데키가 사망한 뒤 같은 해 후쿠이 겐이치의 수상이 결정되기까지는 에사키가 유일하게 생존한 일본인 노벨상 수상자였다. 더 나아가 1998년 후쿠이가 사망한 후 2008년에 난부 요이치로가 수상이 결정되기 전까지는 또다시 최고령 일본인 노벨상 수상자가 됐고, 2015년에 난부 요이치로, 2021년 아카사키 이사무와 마스카와 도시히데가 사망한 이후로는 최고령 일본인 노벨상 수상자이다. 2025년 3월 12일에 일본인 노벨상 수상자로는 최초로 만 100세의 생일을 맞이했다.

## 발언
‘레오나’(玲於奈)라는 희귀한 이름의 유래에 대해 다음과 같이 말했다.
아버지는 처음에 사자처럼 용감하라는 의미로 ‘레오’(レオ)로 하려고 했는데 지금까지 없던 희귀한 이름이기 때문에 관공서 관계자들이 놀라서 ‘레오나’라고 짓는 것이 마음이 편하지 않겠느냐고 말씀하셨다는 이야기를 어머니한테서 들었습니다. 레오나르도 다 빈치를 모방했다고 해도 좋을런지는 모르겠지만 아버지가 전세계로 통하는 이름이라고 생각한 것은 그 무렵 다이쇼 데모크라시를 외치며 산업의 수도인 오사카가 매우 번창했던 배경이 있었습니다. 외국에 가면 ‘레오’라는 것이 매우 간단하고 다들 기억해준다, 국제적으로 활약하기에는 좋은 이름이라고 생각합니다.
어렸을 때 앓았던 말더듬증에 대해 다음과 같이 말했다.
초등학교 시절에 내가 직면한 문제는 말더듬이었다. 마음대로 의사소통이 되지 않는다. 이것은 약간의 고통과 같았다. 이에 대해서 어머니가 자책감을 가졌던 이야기가 있다. 1927년 8월, 나는 2살 5개월 정도로 전혀 기억나지 않지만 아와지섬 남쪽에 위치한 누섬이라는 작은 섬에 머물며 여름 해변을 즐기고 있었다. 그런데 머물렀던 집에 다섯 살 정도의 못된 짓을 하는 여자아이가 있었는데 우연히 툇마루에 있던 나를 뒤에서 밀었다는 것이다.

어머니가 급히 나를 안고 올렸으나 한동안 아무 소리를 내지 않았고 잠시 후에야 겨우 말을 꺼냈지만 발음이 몹시 불편해져 금방 낫질 않았다고 한다. 복식호흡과 같은 여러 치료를 시도했지만 효과는 거의 없었다. 하지만 커가면서 말더듬은 점차 자취를 감췄고 서투른 영어로는 이상하게도 거의 불편함이 없었다.

나는 일찍부터 내가 자연을 상대로 한 과학 연구에 적절한 사람이 아닐까 생각했는데 그것은 사람들과 많은 이야기를 나누지 않아도 된다는 조건에 부합했기 때문이다. 따라서 내 경우 말더듬은 노벨 물리학상 수상에 어쩌면 도움이 됐을지도 모른다.
1994년 여름에 개최된 린다우 노벨상 수상자 회의에서 에사키는 ‘노벨상을 타기 위하여 해서는 안되는 5가지’의 목록을 제시했다. 구체적인 내용은 다음과 같다.
| 원문 | 한국어 번역 |
| --- | --- |
| Esaki's “five don’ts” rules 1. Don’t allow yourself to be trapped by your past experiences. 2. Don’t allow yourself to become overly attached to any one authority in your field – the great professor, perhaps. 3. Don’t hold on to what you don’t need. 4. Don’t avoid confrontation. 5. Don’t forget your spirit of childhood curiosity. | 1. 지금까지 실패한 행동들에 대해 얽매이지 말라. 실패의 기억과 그 생각에 구속될 때 통찰력과 창조력은 발휘되지 못한다. 2. 저명한 학자를 존경하는 것은 좋지만 깊이 빠져서는 안 된다. 3. 정보의 파도 속에서 자신에게 불필요한 것까지 섭렵해선 안 된다. 4. 자신의 생각과 철학을 타인에게 관철시키기 위해 싸우지 마라. 5. 언제까지나 순수한 마음을 잃지 말고 호기심을 가져라. |

2000년, 교육개혁국민회의 위원으로서 다음과 같이 말했다.
인간의 능력은 두 가지 요인에 의해 정해진다. 하나는 타고난 ‘천성’, 즉 유전 정보이고 다른 하나는 환경에 의한 ‘육성’, 즉 유전 외의 정보 취득이다. 일반적으로 생물학자나 우생학자는 ‘천성’을 중시하고 사회학자나 사회주의자는 ‘육성’을 중시하는 경향이 있지만 ‘천성을 발견하고 육성에 노력한다’는 것이 교육의 기본 이념이다. 우리의 외모나 용모, 재능과 소질, 어느 질병에 걸리는 경향이 강하다는 등 개개인의 특징은 모두 게놈, 유전 정보로서 DNA 속에 새겨져 있으며 이 타고난 게놈은 숙명이라고나 할까, 결코 바꿀 수 없다는 것, 물론 평등하지 않은 것을 학생, 부모, 교사 모두 인정해야 한다. ‘천성’을 발견한다는 것은 말하자면 자신의 게놈을 해독한 것이지만 선생님의 강의를 듣고 급우들과 교류하는 교육 환경 속에서 지성과 감성이 받는 다양한 자극이 자기 발견으로 연결된다. 이와 같이 먼저 자신의 ‘천성’을 발견하도록 노력하고, 다음으로 그것이 개성적인 광채를 발하도록 ‘천성’을 최대한 살리는 ‘육성’을 도모하는 것이 교육의 목표이다. 이러한 교육이 실행되면 국민 각자가 타고난 능력은 최대한으로 발휘될 것이며 우리나라 사회의 활력은 한없이 증대하는 것은 분명하다.
1974년 3월, 방한 당시 기자회견에서 이렇게 말했다.
과학자에게는 자기 만족이 있을 수 없으며 상을 받는 것은 단지 업적을 외부에서 인정해주는 것에 지나지 않는다. … 상을 받은 후 북새통에 다른데 시간을 뺏겨 나의 일을 못하고 있다.

## 주요 경력

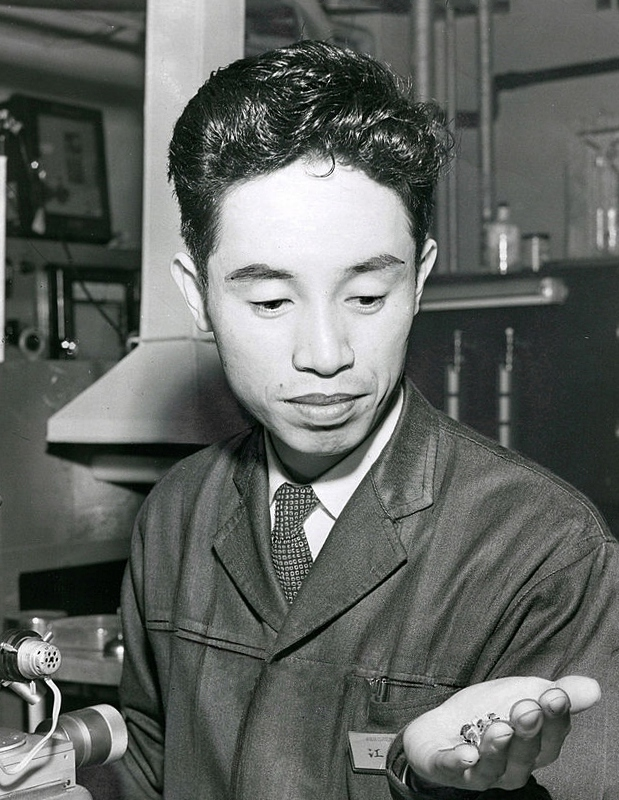
1959년

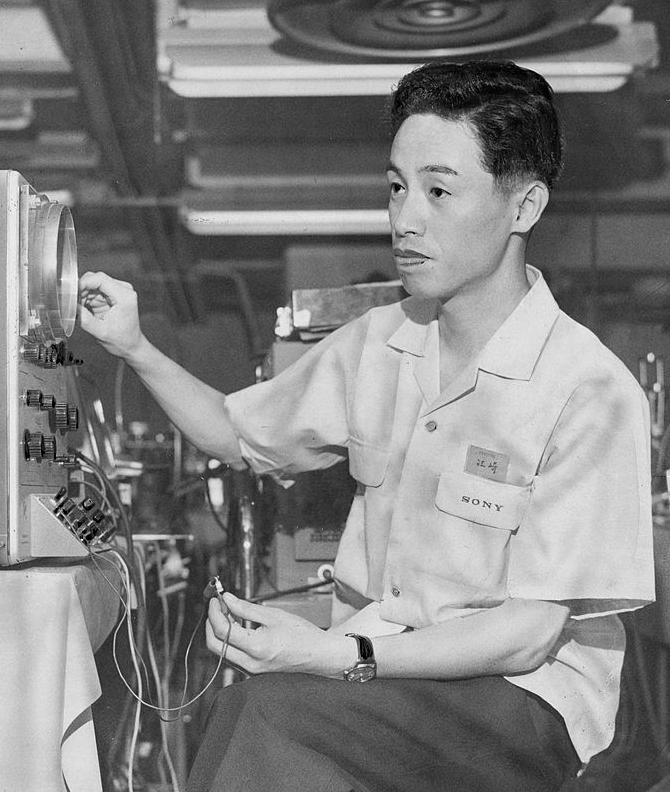
도쿄통신공업주식회사에서 근무하던 시절(1959년)

- 1925년 : 건축기사인 에사키 소이치로의 장남으로서 오사카부[2] 나카카와치군 다카이다촌(현: 히가시오사카시)에서 태어나 교토부 교토시에서 자람.

교토 시립 제4긴린 초등학교를 졸업하고 교토 제1 중학교 입학 시험에 낙방하여 효고현 사범학교 부속 초등학교 고등과를 거쳐 도시샤 중학교에 진학, 월반으로 제3 고등학교(모두 구제학교)를 거쳐 도쿄 제국대학에 입학
- 1947년 : 도쿄 제국대학 이학부 물리학과 졸업
- 1947년 : 주식회사 가와니시 기계제작소(후의 고베 공업 주식회사, 후지쯔텐 주식회사, 현재의 덴소텐)에서 근무
- 1956년 : 도쿄통신공업주식회사(현재의 소니)에서 근무
- 1959년 : 도쿄 대학에서 이학박사 학위를 취득, 논문 제목은 《얇은 p-n접합에 있어서의 신현상》[14]
- 1960년 : 미국 IBM 왓슨 연구소에서 근무
- 1960년 : IBM 주임 연구원
- 1975년 : 일본 학사원 회원
- 1976년 : 미국 과학 아카데미 외국인 회원
- 1992년 : 쓰쿠바 대학 학장
- 2000년 : 교육개혁국민회의 좌장
- 2000년 : 시바우라 공업대학 학장
- 2006년 : 요코하마 약과대학 학장

### 명예 박사 학위
- 1996년 : 고려대학교 명예 이학박사[15]

## 수상
- 1959년 : 니시나 기념상
- 1959년 : 아사히상
- 1960년 : 도레이 과학기술상
- 1961년 : 모리스 N. 리브먼 기념상(미국 IRE, 후의 IEEE), Stuart Ballantine Medal(미 프랭클린 협회)
- 1965년 : 일본 학사원상
- 1973년 : 노벨 물리학상
- 1985년 : James C. McGroddy Prize for New Materials
- 1991년 : IEEE 명예의 메달
- 1998년 : 일본국제상[1]

### 상훈
- 1974년 : 문화훈장
- 1998년 : 훈1등 욱일대수장

## 사회 공헌 활동
- 일본 학술진흥회 ‘21세기 COE 프로그램’ 프로그램 위원회 위원장(2006년도)
- 재단법인 이바라키현 과학기술진흥재단 이사장
- 재단법인 국제개발고등교육기구 평의원
- 일본 신사업지원기관협의회 명예회장
- 재단법인 일본오페라진흥회 고문
- 재단법인 야마다 과학진흥재단 이사
- 재단법인 국제과학진흥재단 평의원
- 사단법인 과학기술국제교류센터 평의원
- 재단법인 시모나카 기념재단 이사
- 재단법인 사회경제생산성본부 평의원
- 재단법인 니시나 기념재단 이사
- 특정비영리활동법인 일본자동차전당 고문

## 저서

### 단독 저서
- 《トンネルの長い旅路》. 고단샤. 1974년 11월.
- 《新・日本イソップ物語 一科学者の提言》. 닛칸 코교 신문사. 1978년 4월.
- 《アメリカと日本 ニューヨークで考える》. 요미우리 신문사. 1980년 6월. ISBN 9784643534702.
- 《日本とアメリカ 甲南大学創立30周年記念講演会・講演録》. 고난 대학. 1983년 3월.
- 《創造の風土 ニューヨークから》. 요미우리 신문사. 1984년 1월. ISBN 9784643541502.
- 《アメリカと日本》. 知的生きかた文庫. 미카사쇼보. 1987년 7월. ISBN 9784837901723.
- 《創造の風土》. 知的生きかた文庫. 미카사쇼보. 1987년 11월. ISBN 9784837901976.
- 《個人人間の時代 ニューヨークから》. 요미우리 신문사. 1988년 4월. ISBN 9784643880427.
- 《個性と創造》. 요미우리 신문사. 1993년 12월. ISBN 9784643930726.
- 《サイエンスの進歩が意味するもの》. 新島講座. 도시샤 대학 출판부. 1994년 6월. ISBN 9784924608399.
- 《創造力の育て方・鍛え方》. 고단샤. 1997년 2월. ISBN 9784062079068.
- 日本経済新聞社編, 편집. (2007년 9월). 《限界への挑戦》. 私の履歴書. 니혼케이자이 신문 출판사. ISBN 9784532166359.
- 滝田恭子編集協力, 편집. (2013년 10월). 《オプションを活かそう 選択が人生を決める》. 주오코론신샤. ISBN 9784120045561.
- 《「未知」という選択 世界のレオ創造の軌跡》. わが人生 12. 가나가와 신문사. 2017년 1월. ISBN 9784876455614.

### 공저
- 《創造性への対話 江崎玲於奈対談集》. 自然選書. 中央公論社. 1974년 10월.
- 에사키 레오나; 히로나카 헤이스케 (1977년 3월). 《日本を語る》. 마이니치 신문사.
- 후쿠이 겐이치; 에사키 레오나 (1982년 6월). 《科学と人間を語る》. 교도 통신사. ISBN 9784764101142.
- 에사키 레오나; 니시카와 데쓰지 (1983년 2월).  未来の夢をひらく会編, 편집. 《科学革命 日本生き残りの戦略》. 다이아몬도샤.
- 《日本人の選択 世界のなかの日本》. 小学館創造選書 96. 쇼가쿠칸. 1985년 11월. ISBN 9784098200962.
- 일본창조학회, 편집. (1987년 11월). 《日本の科学者と創造性》. 創造性研究 5. 共立出版. ISBN 9784320008595.
- 마키노 노보루; 에사키 레오나 (2000년 11월). 《総予測21世紀の技術革新》. 工業調査会. ISBN 9784769361350.
- 《家族の力はとり戻せるか 世界五大学長が語る新世紀》. 中公新書ラクレ 9. 中央公論新社. 2001년 5월. ISBN 9784121500090.

### 감수
- 《コンピュータ・社会・経済 新情報社会の構想》. The computer age series 第1巻. 江崎玲於奈日本語版監修. コンピュータ・エージ社. 1980년 11월.
- 《コンピュータ・個人・生活 新情報社会への展望》. The computer age series 第2巻. 江崎玲於奈日本語版監修. コンピュータ・エージ社. 1980년 11월.
- 《コンピュータ・科学・技術 新情報社会の推進技術》. The computer age series 第3巻. 江崎玲於奈日本語版監修. コンピュータ・エージ社. 1980년 11월.
- 《科学と大学の将来 日米大学長は語る》. 江崎玲於奈・尾上久雄監修. 京都大学学術出版会. 1995년 7월. ISBN 9784876980215.

## 주요 논문
- Leo Esaki, "New Phenomenon in Narrow Germanium p−n Junctions". Phys. Rev. 109, 603 (1958), doi:10.1103/PhysRev.109.603
- L. Esaki ; R. Tsu, "Superlattice and Negative Differential Conductivity in Semiconductors" IBM Journal of Research and Development (Volume:14, Issue:1, Jan. 1970), doi:10.1147/rd.141.0061
- R. Tsu and L. Esaki, Tunneling in a finite superlattice Appl. Phys. Lett. 22, 562 (1973), doi:10.1063/1.1654509
- Leo Esaki, "Long Journey into Tunneling". Science 22 Mar 1974, Vol. 183, Issue 4130, pp. 1149-1155, doi:10.1126/science.183.4130.1149
- G. A. Sai-Halasz, L. Esaki, and W. A. Harrison, "InAs-GaSb superlattice energy structure and its semiconductor-semimetal transition". Phys. Rev. B 18, 2812 (1978), doi:10.1103/PhysRevB.18.2812
- 에사키 레오나, 반도체 디바이스의 탄생과 발전(半導体デバイスの誕生と発展) 《일본 학사원 기요》(日本學士院紀要) 1979년 36권 suppl호 p.39-54, doi:10.2183/tja1948.36.suppl_39
- 에사키 레오나, ‘창조적 실패’(創造的失敗) 일본 물리학회지(日本物理學會誌) 69(3), 127, 2014-03-05, NAID 110009804931

## 참고 문헌
- Large scale integrated circuits technology : state of the art and prospects : proceedings of the NATO Advanced Study Institute on "Large Scale Integrated Circuits Technology: State of the Art and Prospects," Erice, Italy, July 15–27, 1981 / edited by Leo Esaki and Giovanni Soncini (1982)
- Highlights in condensed matter physics and future prospects / edited by Leo Esaki (1991)

### 주해
1. ↑  2008년에 이바라키현에서 이바라키현 명예현민 칭호를 수여받았다. 2015년에는 쓰쿠바시에 연고가 있는 노벨상 수상자 3명의 업적을 인정받아 쓰쿠바시 아즈마 주오공원에 에사키(전 쓰쿠바 대학 학장)를 비롯해 고바야시 마코토(고에너지 가속기 연구 기구 특별영예교수), 도모나가 신이치로(쓰쿠바 대학의 전신인 도쿄 교육대학 전 학장)의 동상과 릴리프 등이 설치됐다.[6]
2. ↑  본인의 말에 의하면 건강한 우량아가 요구되고 있던 군국주의 당시 몸이 가늘어서 불합격했다고 한다. 또한 도쿄 제국대학에는 전쟁 중에 입시가 실시되지 않아 내신서에 의한 합격 여부만을 따져서 입학했다고 한다.[12][13]

### 출전
1. 1 2 3  Dr. Leo Esaki - japanprize.jp
2. 1 2 3 4  《아사히 현대용어 치에조우 1990》. 도쿄도 주오구 쓰키지 5-3-2: 아사히 신문사. 1990년 1월 1일. 1174쪽. 잡지 60031-01.
3. ↑  “Press Release: The 1973 Nobel Prize in Physics”. 《Nobelprize.org. 27 June 2011》. 왕립 스웨덴 과학한림원. 1973년 10월 23일. 2011년 5월 17일에 원본 문서에서 보존된 문서. 2011년 6월 27일에 확인함. The Royal Swedish Academy of Sciences has decided to award the 1973 Nobel Prize in Physics to Leo Esaki, USA, Ivar Giaever, USA and Brian D Josephson, UK. The award is for their discoveries regarding tunneling phenomena in solids
4. ↑  Esaki, L. (1958). “New Phenomenon in Narrow Germanium p-n Junctions”. 《Physical Review》 109 (2): 603. Bibcode:1958PhRv..109..603E. doi:10.1103/PhysRev.109.603.
5. ↑  Esaki, Leo, "Long Journey into Tunneling," Nobel Lecture, December 12, 1973.
6. ↑  ノーベル賞:江崎、小林、朝永氏の銅像やレリーフ設置 完成記念式でお披露目「子どもが夢を」−−つくば・中央公園 / 茨城 - 毎日新聞 보관됨 2015-04-24 - 웨이백 머신
7. ↑  物理学者・江崎玲於奈（93）（2）中学受験で大きな挫折
8. ↑  わが人生・江崎玲於奈（4）父の手紙 今も大切に
9. ↑  Nordling, Carl (1995). “How to get the Nobel Prize in physics” (PDF). 《Physica Scripta》 59: 21–25. Bibcode:1995PhST...59...21N. doi:10.1088/0031-8949/1995/T59/001.
10. ↑  “教育改革国民会議委員から寄せられた教育のあり方に関する意見”. 内閣官房内閣内政審議室　教育改革国民会議担当室. 2020년 7월 26일에 확인함.
11. ↑  노벨物理學賞 에사끼博士 來韓 "科學者엔 滿足이란 없어 執念·호기심이 發明낳아" - 경향신문, 1974년 3월 22일
12. ↑  요미우리 신문, 2014년 12월 9일자 20면 「独創性とは何か」 ノーベル賞受賞者を囲むフォーラム 보관됨 2015-01-07 - 웨이백 머신 - 2014년 11월 20일
13. ↑  『私と東大』 - 도쿄 대학 창립 130주년 기념 사업(도쿄 대학 홈페이지)
14. ↑  NAID 500000473329
15. ↑  高大「테크 노콤플렉스」개원 - 동아일보, 1996년 10월 15일